# ايرو إيه 204
ايرو إيه 204 (بالإنجليزية: Aero A.204)‏ هي نموذج لطائرة ركاب، تتسع لثمانية ركاب. أنتجت في تشيكوسلوفاكيا. من صناعة ايرو فودوتشودي. كان أول طيران لها في 1936.